# 이천역 (수려선)
이천역(利川驛)은 현재의 경기도 이천시 창전동에 위치했던 수려선의 철도역이다. 현재 역터에는 빌딩이 들어서 있다.

## 역사
- 1930년 12월 1일: 수원-이천 간 개통과 함께 영업 개시 (보통역)[1]
- 1972년 4월 1일: 수려선 폐선과 함께 폐지[2]